# Barbara Polla
Barbara Polla (Genf, 1950. március 7. –) svájci orvos, művészeti galéria vezető, író, jobb-liberális eszméket valló politikus.

## Pályafutása
Genfben végezte el az orvostudományi egyetemet, majd specializációt szerzett belgyógyászatból, tüdőgyógyászatból és allergológia-immunológiából. Ezek után kutatómunkát végzett a Harvard Medical School keretében, Bostonban, a Massachusetts General Hospital-ban.
1989-ben visszatért Svájcba, ahol a Genfi Egyetemi Kantonális Kórházban az Allergológia Osztály vezetését vállalta el. 1993-tól 2000-ig. Párizsban a Cochin Egyetemi Kórházban (Université Paris V) az INSERM légzés-fiziológia kutató-laboratóriumának volt az igazgatója, ahol a stressz-protein (HSP) és a radikális oxigén gyökök kutatásának volt specialistája. Kutatásainak eredményét vagy száz eredeti cikkben tette közzé, melynek szerzője vagy társ-szerzője volt, az editoriállal rendelkező következő szaklapokban: Proceedings of the National Academy of Science USA, The Journal of Clinical Investigation, The American Journal of Physiology. Ezen kívül több tanulmányt írt a stressz-proteinekről, valamint az oxidánsokról és antioxidánsokról különböző, ezen a téren megjelenő szaklapokban.
1991-től a svájci nemzeti politika aktív résztvevője: először 1991 és 1993 között, Genf város Városi Tanácsának tagja, majd 1993-tól 1999-ig Genf Kanton Tanácsában képviselő, végül pedig 1999 és 2003 között a Svájci Nemzeti Tanácsban (Országgyűlés) képviselő. 2007-ben kilépett a genfi liberális pártból.
A Forever Laser Institut (egy orvosi esztétikai intézmény) elnöknője és az Alchimie Forever (bőrápoló készítmények) társ-alapítója, mely cégnek Washington városában lánya, Polla Ada az elnöknője.
1991-ben, Genfben, az Analix Forever nevű művészeti galéria megalapítója, melyet azóta is vezet. Ennek a galériának a tevékenységei közé tartozik a hipermodern kortárs képzőművészek nemzetközi programjainak szervezése, művészetkritikusokkal és kívülálló szakértőkkel való együttműködés, művészeti közlemények megjelentetése, minden művészterületre és médiumra kiterjedő érdeklődéssel. 2011 óta az Analix Forever Galéria égisze alatt Párizsban szervez rendszeresen nomád kiállításokat.
Rendszeresen tart előadásokat a Művészetek és a Divat kapcsolatáról az IFM-en Párizsban és a HEAD-ben, Genfben 2010-től havonta szemináriumokat tart a kreativitásról a HEAD keretében tanulóknak.
Cikk- és krónikaírója több újságnak és magazinnak (Tribune de Genève, 24 heures), Agefi Francia Svájcban, PME Magazine, Citizen K, Nuke, Blast, Crash, Bariqualdana (Kuwait), Drome, Art and Roots & Routes, Kunst Magazine.
Barbara Polla a Londerzeel magazinnak társalapítója és felelős kiadója.
Megalapította az Emocionális építészet társaságot Genfben és a 2011 januárjában megtartott első nemzetközi multidiszciplináris Emocionális építészet kollokviumának szellemi szerzője.
Barbara Polla több különböző területen a szabadság védelmére kötelezi el magát. Mint országgyűlési képviselő, a közélet több szférájában a szabadságért küzdött: a tudományos kutatások témaköreinek szabadon történő megválasztásáért, a nőknek a terhesség mesterséges megszakításához való jogáért és mesterséges megtermékenyítés esetén, a petefészek beültetése előtti genetikai diagnosztikához való jogért. Mint galerista, a művészetek szabadságáért küzd. Szerzőtársa volt egy a börtönökről szóló kiállításnak, melynek címe " A közellenség" volt, és koordinálta egy azonos című könyv megjelentetését. A házastársi kapcsolaton belüli egyéni szabadság mellett szintén elkötelezi magát, és küzd a nők szabadságának minden területen történő elismeréséért.
2013. október 5-től egy magyar művésznő műveit is kiállítja Párizsban, a Taïss Galériában.[forrás?]

## Művei
- Asthme et allergie, éd. Médecine et Hygiène, Genève, 1993
- Incertaine identité, avec Olivier Zahm, Luigi L. Polla, Ed. Georg, 1994
- Stress-inducible cellular responses, avec Feige U. Morimoto RI. Yahara I., éd. BirkhäuserVerlag (Basel, Boston, Berlin), 1996
- L'inflammation, avec Russo-Marie F. Pelletier A., Médecine/Sciences, éd. John Libbey, 1998
- Étreinte, Ed. de l'Aire, 2003
- La Nécessité libérale (ISBN 2-88108-644-6), éd. de l'Aire, 2003
- Vocation créateurs, avec Pascal Perez, 2004, livre sur la création d'entreprise
- Les hommes, ce qui les rend beaux, éd. Favre, 2005
- Handicap entre différence et ressemblance, éd. Favre, 2007
- Andrea Mastrovito | Tigres de papier, avec Andrea Bruciati, Paolo Colombo, Joseph del Pesco, Paul Ardenne, éd. monografik, 2008
- Working Men, le travail dans l'art contemporain, avec Paul Ardenne, éd. Que, 2008
- A toi bien sûr, éd. l'Âge d'Homme, novembre 2008
- Kris Van Assche, Amor o muerte, éd. L'Âge d'Homme, 2009
- Victoire, Ed. l'Âge d'Homme, 2009
- Peintures. Please pay attention please, avec Paul Ardenne, éd. La Muette, 2010
- Architecture Émotionnelle, Matière à penser, Collectif sous la direction de Paul Ardenne et Barbara Polla, Ed. La Muette, 2011
- Jacques Coulais Pictor Maximus, avec Paul Ardenne, éd. Take5, 2011
- Tout à fait femme, Odile Jacob, 2012
- Noir Clair dans tout l'univers, Collectif sous la direction de Barbara Polla, éd. La Muette, 2012
- IN IT, Ali Kazma – Paul Ardenne, Barbara Polla, Managing editor, 2012
- L'Ennemi public, Collectif sous la direction de Barbara Polla, Paul Ardenne et Magda Danysz, éd. La Muette, 2013
- Mat Collishaw ou l'horreur délicieuse, Collectif sous la direction de Barbara Polla, éd. La Muette, 2013
- Tout à fait homme, Odile Jacob, 2014
- Troisième Vie, Eclectica, 2015
- Vingt-cinq os plus l'astragale, Lausanne, art&fiction, 2016, 120 p. (ISBN 978-2-940377-95-4)
- Eloge de l'érection, Barbara Polla, Dimitris Dimitriadis, éd. La Muette, 2016
- IVORY HONEY, New River Press, 2018
- Le Nouveau Féminisme, Combats et rêves de l'ère post-Weinstein, Odile Jacob, 2019
- Moi, la grue, Barbara Polla et Julien Serve, ed. Plaine page, 2019
- Paul-pris-dans-l’écriture, Barbara Polla, preface by Bruno Wajskop, illustrations by Julien Serve, La Muette Le Bord de L’eau, 2020
- Traversée d'amour, Barbara Polla, in : Traversée, Collectif, editorial direction Nathalie Guiot, Ed. Ishtar, 2020
- ÉQUINOXE, Souvenirs d’un printemps confiné, Collectif poétique sous la direction de Barbara Polla, Pan des Muses – Éditions de la SIÉFÉGP, 2020

## Katalógusok
- Ghosting, mounir fatmi, Studio Fatmi Publishing, Oct. 2011. Textes de Thierry Raspail, Lillian Davies, Michèle Cohen Hadria, Thomas Boutoux, Barbara Polla.
- Ali Kazma, C24 Gallery, 2012. ISBN 978-0-615-71553-7
- The Kissing Precise, Éditions La Muette, 2013. Textes de Barbara Polla, Régis Durand et mounir fatmi
- The Lacrima Chair, Shaun Gladwell, Sherman Contemporary Art Foundation, 2015. ISBN 978-0-987490-93-3
- Echo of the Unkown, Janet Biggs, Blaffer Art Museum, 2015. Textes de Janet Phelps, Barbara Polla et Jean-Philippe Rossignol. ISBN 978-0-941193-01-6
- Robert Montgomery, Éditions Distanz, 2015. ISBN 978-3-95476-077-0
- BODY MEMORY, Topographie de l'Art, 2015. ISBN 978-2-36669-018-7
- "GED" 10 YEARS AT BAKSI, Baksi Museum, Kültur Sanat Vakfi, 2016. ISBN 978-975-98236-9-6
- Direction artistique, Barbara Polla, Magda Danysz, 2016
- Loves Stories, Editions Diaphanes, 2016
- DANCE WITH ME VIDEO, Maison Européenne de la Photographie, 2017
- WARNING SHOT, Topographie de l'Art, la Manufacture de l'Image, 2017
- SOUTERRAIN, Ali Kazma, Jeu de Paume, 2017
- HARD CORE, Abdul Rahman Katanani, Le Fil de la Douleur, Editions Barbara Polla, 2017
- C'EST ENCORE LA NUIT, mounir fatmi, Kara mon amour, SFpublishing, 2018
- DES FORCES, Rachel Labastie, (Self)portrait of the artist as a young woman, La Muette, 2018
- "Where I come from and where I belong", in Yapci Ramos, Show Me, Centro Atlántico de Arte Moderno, 2019, pp. 113–122
- SKETCHPAD, Quand nos enfants seront adultes, Topographie de l'Art, la Manufacture de l'Image, 2019, with Nicolas Etchenagucia

## Előszók
- Cent grammes d'Engramme, Pierre Desclouds, L'Âge d'Homme, 2010 : Cent, by Barbara Polla
- Quelle muse m’a piqué ce matin ? J’aurais dû faire marche arrière, Helena Zanelli, W éditions, 2014 : Webstory, L’Histoire des Autres, by Barbara Polla
- Le Premier Jour de l'Étincelle, Nathalie Guiot, Éditions ISHTAR, 2020: Préface, by Barbara Polla
- Remember, Ali Kazma, Umur Publishing, 2020 : Remember: A philosophy for life and work, by Barbara Polla

## Contributions poétiques
- SMEAR / POEMS FOR GIRLS, composé par Greta Bellamacina, New River Press, 2016 : In the Rain & Hydrangea, Barbara Polla
- 101 LIVRES-ARDOISES, composé par Wanda Mihuleac, Les Éditions Transignum, 2017 : You & Me, Barbara Polla
- CURIOSITÉS CONTEMPORAINES, Numéro Spécial de Point Contemporain, 2018 : No one may ever have sex again, Barbara Polla
- WHEN THEY START TO LOVE YOU AS A MACHINE YOU SHOULD RUN, New River Press Yearbook, 2019 : Just Before Love, Barbara Polla
- HOMMAGE À LÉONARD et à la Renaissance, Catalogue d'exposition Château du Rivau, 2019
- ÉQUINOXES, LE CERCLE DES POETES APPARU.E.S, Collectif, editorial direction Nathalie Guiot and Barbara Polla, Ed. Ishtar, 2020 : TEEN & Le cercle des poètes apparu.e.s, Barbara Polla
- SMEAR / POEMS FOR GIRLS, editorial direction Greta Bellamacina, Andrews McMeel Publishing, 2020 : The night my mother died, Barbara Polla
- ÉQUINOXE, Souvenirs d’un printemps confiné, Collectif poétique sous la direction de Barbara Polla, Pan des Muses – Éditions de la SIÉFÉGP, 2020